# 5360 Rozhdestvenskij
Az 5360 Rozhdestvenskij (ideiglenes jelöléssel 1975 VD9) egy kisbolygó a Naprendszerben. Nyikolaj Sztyepanovics Csernih fedezte fel 1975. november 8-án.